# Elfriede Raphael
Elfriede Raphael (vormals Seibt; * 18. Oktober 1941 in Rhein, heute Ryn) ist eine deutsche Malerin und Grafikerin.

## Leben und Werk
Die Familie Elfriede Raphaels kam in der Folge des Zweiten Weltkriegs aus Ostpreußen nach Mecklenburg in die sowjetische Besatzungszone. Sie absolvierte von 1956 bis 1959 in Lichte eine Lehre als Porzellanmalerin. Danach besuchte sie bis 1960 die Arbeiter- und Bauernfakultät Martin Andersen Nexö der Universität Greifswald. Von 1960 bis 1967 studierte sie, vor allem bei Rudolf Bergander, an der Hochschule für Bildende Künste Dresden. Seitdem arbeitet sie als freischaffende Künstlerin in Suhl. Neben freien Arbeiten entwarf sie, zum Teil gemeinsam mit ihrem Ehemann, dem Maler und Grafiker Gerhard Heinrich (* 1940), als Auftragswerke mehrere Wandbilder.
Elfriede Raphael war von 1967 bis 1990 Mitglied des Verband Bildender Künstler der DDR und hatte in dessen Bezirksverband Suhl leitende Funktionen. Ab 1990 war sie Mitglied des Verbandes Bildender Künstler Thüringen e.V.
Elfriede Raphael hatte eine bedeutende Zahl von Einzelausstellungen und war auf Gruppenausstellungen in der DDR und im Ausland vertreten. 1974 und 1984 unternahm sie Studienreisen nach Ceske Budejovice. Weitere Studienreisen führten sie u. a. nach Ungarn, Polen, Ägypten und 2005 in das russische Gebiet Kaluga.

## Ehrungen
- 1980: Max-Reger-Preis
- 2002: Kunstpreis des Landesverbandes Thüringen des Bunds der Vertriebenen

## Werke (Auswahl)

### Wandbilder
- Berufsausbildung und Freizeitgestaltung (1982, Ausführung in Mosaik aus bemaltem, teilweise modellierte Beton und getriebenem Kupfer; Ilmenau, Mehrzweckraum der damaligen Betriebsberufsschule „Franz Günther“; mit Gerhard Heinrich)[2]
- Wandbild im Speisesaal des damaligen Glaswerks in Ilmenau (Ausführung in Kupfer und Aluminium, Länge 10 m)[3]

### Malerei und Grafik
- Blumenmarkt (1970, Holzschnitt, Einblattdruck, 14,7 × 21,1 cm; Museum Ludwig, Köln)
- Barockschloss Seußlitz (1970, Lasurfarbe; auf der VII. Kunstausstellung der DDR)[4]
- Ballspielende Kinder (1972, Mischtechnik; auf der VII. Kunstausstellung der DDR)[5]
- An der alten Havel (1975, Mischtechnik, 60,5 × 75 cm; auf der VIII. Kunstausstellung der DDR)[6]
- Kirgisische Bäuerin (1981, Lasurfarbe; auf der IX. Kunstausstellung der DDR)
- Böschung (1985, Mischtechnik, 80 × 100 cm; auf der X. Kunstausstellung der DDR)

## Ausstellungen

### Einzelausstellungen (Auswahl)
- 1983: Leipzig, Klubgalerie des G.-W.-Leibnitz-Klubs
- 2012: Thalbürgel, Klosterkirche („Geschehenes und Erschautes II“; mit Gerhard Heinrich)
- 2012: Suhl, Galerie im Atrium des Congress centrums („Vom russischen Dorf bis Kirgistan“; mit Gerhard Heinrich)
- 2019: Suhl, Galerie im Atrium („50 Jahre Städtepartnerschaft Kaluga - Suhl“; mit Gerhard Heinrich)[7]

### Ausstellungen in der DDR (Auswahl)
- 1969 bis 1984: Suhl, fünf Bezirkskunstausstellungen
- 1972 bis 1988: VII. bis X. Kunstausstellung der DDR, Dresden
- 1973: Berlin, Altes Museum („Junge Künstler der DDR grüßen das Festival“)
- 1974: Dresden, Albertinum („Zeichnungen in der Kunst der DDR“)
- 1985: Erfurt, IGA („Künstler im Bündnis“)
- 1986/1987: Suhl („Das sicher sei, was uns lieb ist“. Ausstellung zum 40. Jahrestag der Gründung der Grenztruppen der DDR)
- 1989: 1. Quadriennale. Zeichnungen der DDR,  Museum der bildenden Künste Leipzig